# Nuevos Tiempos
Nuevos Tiempos fue una banda de rock progresivo y sinfónico, formada en Sevilla (España) en 1967 y desaparecida en 1970. 
Se les considera el grupo seminal del Rock andaluz. Junto con el grupo Gong, fueron quienes encendieron definitivamente la mecha del rock andaluz. Su música estaba influenciada por la escena progresiva británica, con presencia de instrumentos como el melotrón.
En su formación más conocida, estuvo integrada por Jesús de la Rosa (cantante), Rafael Marinelli (teclados), Miguel Lobato (guitarras), Manolo Rosa (bajo) y Antonio Tacita (batería). También colaboró con ellos Gualberto, que actuó como productor del grupo y acabó integrándose en Smash. Casi todos ellos, pasaron después a fundar grupos esenciales del Rock Andaluz: Triana (Jesús de la Rosa) y Alameda (Manolo Rosa y Manuel Marinelli).
Su producción discográfica, como era usual en la época, es escasa, pero muy importante: Un sencillo para el sello Als 4 Vents, el primero que contenía dos temas esenciales, "Cansado me encontré" (un verdadero anticipo de la música de Triana, ocho años antes) y "Sitting in my old way of home" (Diábolo, 1970). Grabaron, además, el tema "When I try to find the right time" que se incluyó en el LP Música progresiva española, del mismo sello discográfico. Los temas citados se reeditaron, en 1978, incluido en el LP. El nacimiento del rock en Andalucía - Edición especial para coleccionistas (Diábolo, 3309).